# Kyle Broflovski
Pour les articles homonymes, voir Kyle.
 (août 2022).
Si vous disposez d'ouvrages ou d'articles de référence ou si vous connaissez des sites web de qualité traitant du thème abordé ici, merci de compléter l'article en donnant les références utiles à sa vérifiabilité et en les liant à la section « Notes et références ».
En pratique : Quelles sources sont attendues ? Comment ajouter mes sources ?
Kyle Broflovski est un des personnages principaux de la série télévisée d'animation South Park. Il est interprété par Matt Stone dans la version originale et par William Coryn dans la version française. Kyle est un des quatre personnages principaux de South Park, avec Stan Marsh, Eric Cartman et Kenny McCormick. Il est inspiré par Matt Stone, son interprète en VO.

## Famille
Sa mère, Sheila, est une mère juive stéréotypée et très protectrice : elle a, par exemple, déclenché une guerre entre les États-Unis et le Canada dans le long métrage South Park, le film en réaction au film scatologique Les Culs de Feu réalisé par les Canadiens Terrance et Philippe. Elle a tendance à exagérer ses réactions à tout ce qui concerne son fils. 
Son père, Gerald, est avocat, mais Kyle affirme qu'en dépit de sa profession, ils ne sont pas aussi riches que la famille de Tolkien Black, dont le père est aussi avocat.
Kyle a un petit frère adoptif, Ike, dont les parents biologiques sont canadiens, et envers lequel il se montre très protecteur après des hésitations au début de la série. Il a également un cousin dans le Connecticut, aussi nommé Kyle (L'Engin, La Fureur de perdre) qui l'exaspère profondément. Le cousin Kyle est le plus stéréotypé de la famille, avec ses grosses lunettes, ses ambitions pécuniaires et ses problèmes et soucis de santé incessants.

## Vie
Kyle passe le plus clair de son temps avec ses trois camarades de classe Stan Marsh, Kenny McCormick et Eric Cartman à jouer ou essayer de se tirer de situations compliquées ou dangereuses.  Une amitié forte l'unit à Stan, qui lui sauve la vie dans plusieurs occasions.  Il s'entend également bien avec Kenny mais très mal avec Cartman, dont il supporte très mal les défauts et surtout l'antisémitisme obsessionnel. Leur relation oscille entre le badinage agressif  et la haine pure et simple.  Au-delà de l'attitude de Cartman à son égard, Kyle est celui des trois qui est le plus révolté par son cynisme et son immoralisme, et le seul qui essaie fréquemment de le convaincre d'abandonner ses manigances ou de lui mettre des bâtons dans les roues. Cartman semble même avoir des sentiments pour lui. 

## Apparence
Il porte une ouchanka vert clair, un manteau orange, un pantalon vert foncé et des moufles vert clair. Comme Stan et Kenny, Kyle enlève rarement son bonnet, mais à quelques occasions, on peut le voir découvert (la première fois pendant Comment manger avec son cul), et on sait à présent qu'il a les cheveux roux et bouclés. Une version réaliste de Kyle, commandée par la police de South Park, apparaît dans l'épisode Sauvez Willzyx. 

## Religion
Les Broflovski (le nom est parfois épelé Broslovski, Broflofski, Broflowski, et Brovlofski) sont originellement présentés comme la seule famille juive de South Park, bien que dans des épisodes plus récents la ville ait une synagogue. Kyle est très ambivalent à propos du judaïsme. Bien que ses parents soient très pratiquants, Kyle semble beaucoup moins intéressé. Kyle est bien plus souvent défensif que fier par rapport à sa religion, et bien qu'il assiste à des réunions comme les scouts juifs, il a souvent une mauvaise compréhension de son histoire, ses traditions et ses rituels. Il se sent parfois différent des autres enfants de South Park, sentiment exacerbé par les plaisanteries et insultes de Cartman.  
Lui et Stan sont alternativement les leaders du groupe et les voix de la raison. Kyle est plein d'esprit, mais à la différence de son meilleur ami, il est plus prudent et désire moins s'embarquer dans des situations incertaines.
Les commentaires de Matt Stone et Trey Parker sur l'épisode Kenny se meurt révèlent que les créateurs voulaient tuer Kyle pendant toute une année à la place de Kenny, mais qu'ils ont finalement décidé de ne pas le faire.

## Talents

### Athlétisme et sport
"Le basket c'est toute ma vie !" (Le vagin tout neuf de M. Garrison)
Kyle est le meilleur joueur de basket-ball de South Park parmi les enfants de son âge. Bien qu'il désire un jour jouer pour les Nuggets de Denver, Kyle souffre d'un grave "handicap" parce qu'il n'est pas noir ni grand, il décide alors d'avoir recours à la chirurgie esthétique pour rectifier cela (Le Vagin tout neuf de M. Garrison). Son équipe favorite sont les Broncos de Denver.

### Musique
Kyle peut jouer de la guitare acoustique et de la guitare basse (Les Comptines du singe batteur, Rock chrétien) et de la flûte (Médaille de connerie avec palme et Le Bruit marron). Malgré cela, Kyle n'a aucun sens du rythme (comme tous les Juifs selon Cartman) comme on peut le voir dans Tropicale schtropicale. Cependant, il est membre d’un boys band dans Un truc qu'on peut faire avec le doigt avec Stan, Cartman et Kenny et il est capable de chanter la chanson « Fingerbang » avec les  autres garçons. Il sait aussi (mal) jouer du violon avec Stan et Kenny (L'été, ça craint). Il semble également fan du groupe de rock gothique, The Cure, lorsqu’il déclare dans Mecha Streisand que Disintegration est le « meilleur album qui ait jamais été fait ». Il dit également qu’il aime le hip-hop dans Le Vagin tout neuf de M. Garrison.

### Langage
Comme on peut le voir dans L'Inqualifiable Crime de haine de Cartman, Kyle est compétent en verlan (dans la version originale, c'est le pig latin qui est utilisé). Kyle a aussi un talent certain pour les Haïkus et s'en sert pour insulter Cartman (Roger Ebert devrait manger moins gras).

## Phrases fétiches
- Quand Kenny est tué : « Espèce d'enfoiré(s)[2] »
- Généralement juste avant la fin de l'épisode et donnant  ainsi la morale de l'histoire : « Vous savez, j'ai appris un truc aujourd'hui[3] »

### Épisodes
1. ↑  Captain Konstadt. South Park, saison 14, épisode 11.